# دریاچه کاهالا
دریاچه کاهالا (به استونیایی: Kahala järv) دریاچه‌ای در شهرستان هاریو در کشور استونی است.
مساحت این دریاچه ۳٫۴۶ کیلومتر مربع است و عمق آن از ۱ متر تا ۳ متر متغیر است.